# Canberrai repülőtér
A Canberra-i repülőtér (IATA: CBR, ICAO: YSCB) Ausztrália egyik nemzetközi repülőtere, amely Canberra közelében található. Éves utasforgalma 2 437 607 fő (2022).

## Futópályák
A repülőtér futópályái:
- 17/35 (3283 m, 45 m, aszfalt)
- 12/30 (1679 m, 45 m, aszfalt)

## Forgalom
Az utasforgalom az elmúlt években az alábbi módon változott:
| Utasok száma | 986 482 | 779 536 | 1 431 091 | 1 788 030 | 1 972 202 | 2 612 679 | 3 304 010 | 2 811 822 | 3 248 065 | 2 437 607 |
|              | 1985    | 1989    | 1993      | 1997      | 2001      | 2006      | 2010      | 2014      | 2018      | 2022      |

## Légitársaságok és úticélok
2025-ben a Canberrai repülőtérről az alábbi járatok indulnak (Utoljára frissítve: 2025-02-23):
| Légitársaság     | Célállomások                                                                                      |
| ---------------- | ------------------------------------------------------------------------------------------------- |
| Fiji Airways     | Nadi                                                                                              |
| FlyPelican       | Newcastle                                                                                         |
| Jetstar          | Brisbane, Gold Coast, Melbourne                                                                   |
| Link Airways     | Hobart, Newcastle Szezonális: Coffs Harbour                                                       |
| Qantas           | Brisbane, Melbourne, Perth Szezonális: Sydney                                                     |
| QantasLink       | Adelaide, Brisbane, Melbourne, Sydney Szezonális: Darwin (újrakezdődik 2025 július 6-tól), Hobart |
| Qatar Airways    | Doha (újrakezdődik 2025 december 2-től)                                                           |
| Virgin Australia | Adelaide, Brisbane, Gold Coast, Melbourne, Sydney                                                 |